# Ricardo Acedo Lobaton
Ricardo Acedo Lobaton   (1923) va ser un guionista de còmics català. Algunes de les sèries en les quals ha treballat són; El Capitán Trueno, Mary Noticias o bé Claro de Luna. També va treballar a la radio i el cinema. Al llarg de la seva carrera va usar diferents pseudònims, entre ells; Seis Dedos, Lobatón o Roy Mark.

## Biografia
Ricardo Acedo Lobaton, neix al districte de Sant Andreu de Barcelona, l'11 de novembre de 1923, l'any 1948 va escriure el guió del seu primer personatge de còmic, anomenat Skilled, a la revista de còmic El Coyote amb dibuixos de Francisco Hidalgo. Pel suplement editat color de Prensa Española editat a Barcelona, va crear entre el 1952 i el 1953 la sèrie Raf McLane, amb dibuixos d'Antonio Bernal i la sèrie Kane. Posterior-ment va escriure guions per Ediciones Cliper i l'Editorial Bruguera.
Per la sèrie de quaderns d'El Capitán Trueno, editats per l'editorial Bruguera, va escriure els guions dels números vint-i-sis al quaranta-cinc i al Album Gigantef. a petició d'Armonia Rodríguez, esposa del guionista de la sèrie Víctor Mora quan aquest va ser detingut per les seves activitats polítiques. Per la mateixa editorial va fer els guions per la revista Sissi i per la revista El Capitán Trueno Extra, va crear la sèrie Chico y Trilita.
Per Ibero Mundial de Ediciones, va fer els guions de les sèries, Claro de Luna, Lilian azafata del aire i per Mary Noticias, per aquesta sèrie hi va fer els guions al llarg de deu anys.
A Ediciones Toray, va treballar en els guions de les sèries, Oeste, Arizona i El mundo futuro. Un altre dels seus èxits com a guionista el va obtenir amb la sèrie de Tamar, amb dibuixos d'Antoni Borell.
L'any 1980 va treballar fent classes de guió a l'Instituto Tecnológico de Madrid.
A radio i televisió
A la radio hi va treballar escrivint guions a Radio Juventud, Radio Barcelona i Radio España de Barcelona. A televisió va treballar per la d'El Salvador.
L'any 1963 li varen donar el premi al millor guionista dins els "Premios nacionales para la prensa y literatura infantil y juvenil".
Pseudonims; Roy Mark (Ibero Mundial de Ediciones) i Seisdedos (Toray), Acedo, R.Acedo Lobatón, Ricardo.